# Stoffeln (Düsseldorf)

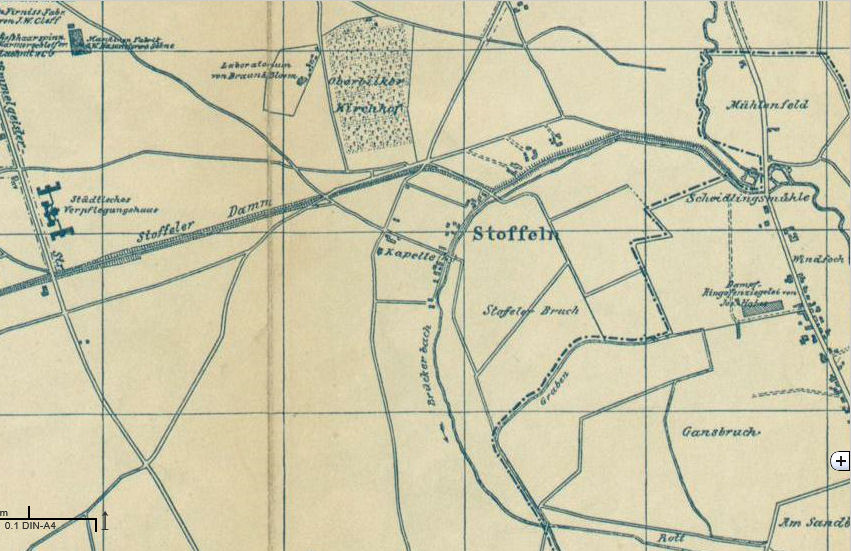
Dorf Stoffeln um 1891 (W ↔ E)

Stoffeln ist eine Wüstung in den Düsseldorfer Stadtteilen Bilk, Oberbilk und Wersten in den Stadtbezirken 3 und 9. An der Stelle des früheren Dorfes befinden sich heute ein an den Düsseldorfer Südpark angrenzendes Kleingartengelände, ein Teil des Stoffeler Friedhofs und neuere Wohnbebauung nördlich und südlich der heutigen Werstener Straße. Auf der im Grundbuch weiterhin existierenden „Gemarkung Stoffeln“ liegen Teile des Südparks und des Campus der Heinrich-Heine-Universität Düsseldorf sowie das Universitätsklinikum Düsseldorf.

## Lage
Das kleine Dorf Stoffeln lag in einem Bogen am rechten Ufer des Brückerbachs, eines Mündungsarms der Südlichen Düssel, der in Höhe der Harffstraße von dieser abzweigte, bis südlich der heutigen Werstener Straße in Höhe des Kastanienhofs über dem Universitätstunnel der A 46. Die alte Dorfstraße verlief ungefähr dort, wo heute zwischen Stoffeler Kapellenweg und In den Großen Banden ein kleines Teilstück der Werstener Straße von der B 8 nach Nordnordost abzweigt, das seine Entsprechung in einer gedachten Verlängerung in der Stoffeler Straße (zwischen Siegburger Straße und Markenstraße) in Oberbilk findet.
1908 wurde das Bachbett des Brückerbachs vom Spaltwerk Wersten am Scheidlingsmühlenweg an nach Süden verlegt. Das alte Bachbett ist östlich neben der Christophstraße teilweise noch erkennbar.

## Name
Die Bezeichnung „auf den Stoffeln“ bezieht sich auf die beim Roden eines Sumpfwalds stehengebliebenen Baumstümpfe. Nach einer anderen Theorie wurde „Stoffeln“ nach der dortigen Kapelle des Heiligen „Christophorus“ benannt.

## Gemarkung
Das Gebiet der Gemarkung Stoffeln wurde durch den Stoffeler Damm in einen nördlichen Teil um die Hundsburg (entspricht der späteren Flur 19) und einen südlichen Teil um das Dorf Stoffeln (Flur 20) geteilt.
Die Grenze des nördlichen Teils zur Gemarkung Unterbilk (Flur 18) wurde durch den Stoffeler Damm und eine Linie parallel zur Himmelgeister Straße ungefähr im Verlauf der heutigen Fabriciusstraße über das Flurstück Auf’m Hennekamp (einschließlich) und die heutige Mecumstraße bis zur Düssel gebildet. Die Grenze der Gemarkung Stoffeln zu Oberbilk, Lierenfeld und Eller (Fluren 15/14, 13 und 3) war die Düssel. Später bildeten Himmelgeister Straße und Brunnenstraße die Ostgrenze und die Eisenbahnlinien nach Neuss und Köln die Nordgrenze des statistischen Bezirks Stoffeln.
Der südliche Teil der Gemarkung Stoffeln grenzte ab der Scheidlings-Mühle (südwestliche Ecke der Kreuzung Kölner Landstraße / Harffstraße) an die Gemarkung Wersten (Flur 2). Die Grenze zog sich zickzackförmig durch den heutigen Südpark ungefähr entlang des Werstener Ziegeleiweges (ausschließlich) bis zur Nordhälfte des jetzigen Botanischen Gartens (einschließlich; hier lag das Stoffeler Broich). Die Grenzlinie folgte dort etwa 250 Meter in südliche Richtung dem Verlauf des Brückerbachs, der in einen früheren Entwässerungsgraben verlegt wurde. Das Bewässerungsrecht aus dem Wasserlauf („uijss der bech“) stand hier, wo er Grenzfluss war, den Bürgern Düsseldorfs und dem Herrn von Schloss Eller gemeinsam zu. Die Grenze knickte dann in westliche Richtung ab und führte ungefähr bis in den Bereich der heutigen Bushaltestelle Universität Süd. Von dort folgte sie dem Verlauf des Himmelgeister Communalweges (heute parallel Münchener Straße), dessen beide Straßenseiten schon zur Gemarkung Flehe (Flur 21) gehörten, bis zum Stoffeler Damm.
Acker- und Weideland der Gemarkung waren u. a. das Stoffeler Feld nordwestlich und das Stoffeler Bruch bzw. Broich südöstlich des Dorfes, das als Straßenname am Südufer des Unisees erhalten geblieben ist. Die weiter südöstlich davon liegenden Flurstücke Gansbruch und Rott, die ebenfalls als Straßennamen erhalten sind (Am Gansbruch, Auf’m Rott), lagen bereits auf der Gemarkung von Wersten. Holzungen befanden sich vor allem in den Flurstücken Auf den Kleinen Banden und In den Großen Banden (heute Straßenname).

## Geschichte
Ende des 19. Jahrhunderts wurden bei Stoffeln in einem Hügelgräberfeld Graburnen gefunden, die in der Fundzeit germanischen Gruppen aus dem 2./3. Jahrhundert n. Chr. zugeordnet wurden. Auf dem Gebiet der Gemarkung fanden sich Reste alter Grenzbefestigungen (Landwehren), die keinen bekannten historischen Grenzverläufen entsprechen und wahrscheinlich aus dem 1. Jahrtausend n. Chr. stammen.
Bis 1384 gehörte Stoffeln mit Bilk zum Amt Monheim im Herzogtum Berg, dann kam es zum Amt Düsseldorf. Bei dem verheerenden Rhein-Hochwasser im Januar 1573 wurden Hamm, Bilk, Stoffeln und Volmerswerth überschwemmt, die Menschen mussten mit Booten versorgt werden.
Im Landsteuerbuch von 1632 werden in „Stoffen“ 26 steuerpflichtige Parteien genannt, von denen vier Hofstellen an anderen Orten veranschlagt wurden oder nicht besetzt waren. 1792 gehörte das Dorf Stoffeln mit der Honschaft und Wasserburg Bilk, der Honschaft Oberbilk, der Honschaft Flehe und dem Dorf Lierenfeld zum Kirchspiel Bilk, das insgesamt 2035 Einwohner hatte. In unmittelbarer Nähe von Stoffeln lag die Grenze zu Wersten im Amt Benrath. Der Zehnt in Stoffeln stand bis zum Ende des Alten Reiches der kurfürstlichen Stiftung des Hubertus-Spitals zu.

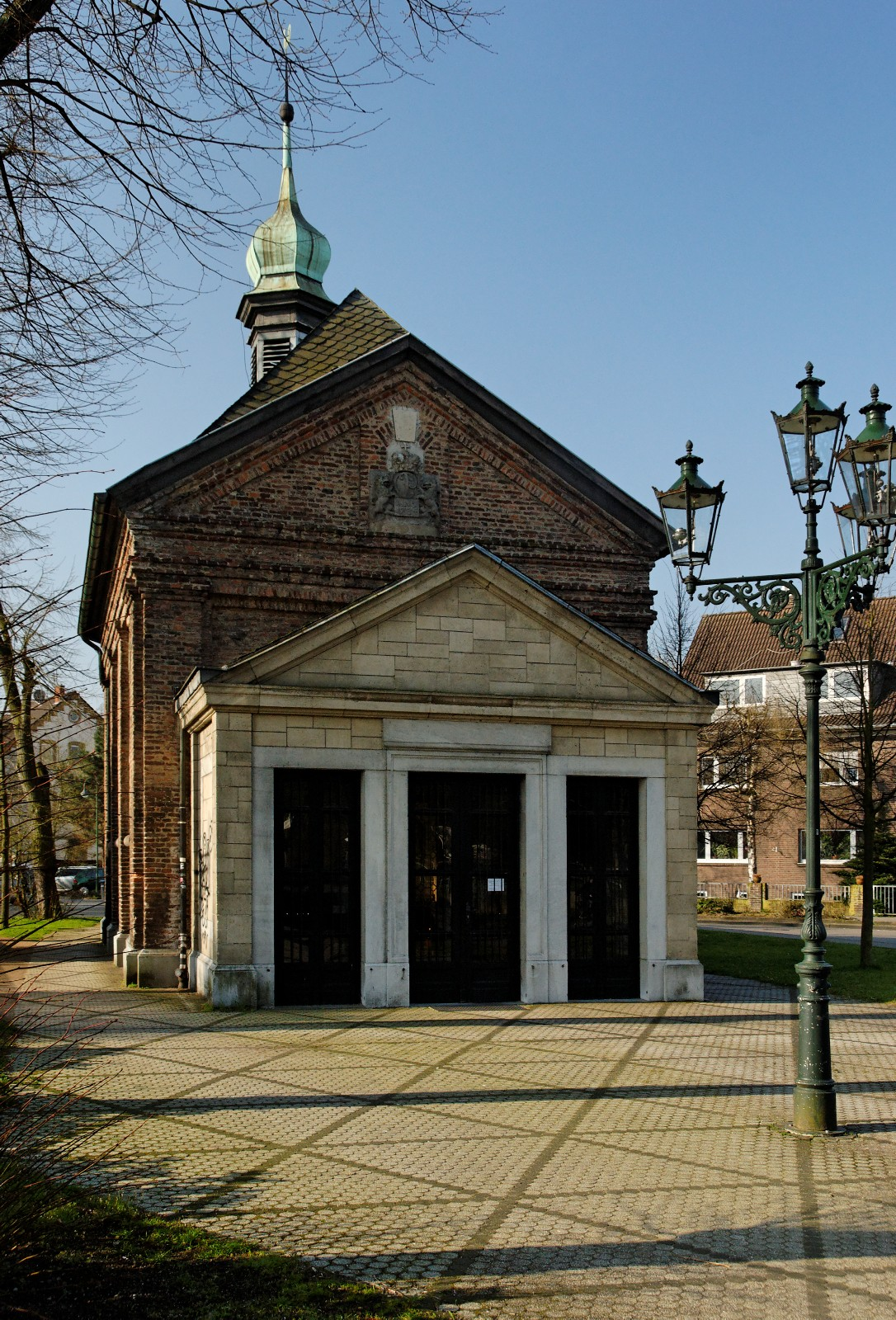
Stoffeler Kapelle

Das „Stoffeler Kapellchen“ oder „die Kapelle auf den so genannten Stoffelen“ war dem Hl. Kreuz und den Vierzehn Nothelfern geweiht.
Unter den „Vierzehn Nothelfern“ wurde an diesem Ort besonders der Heilige Christophorus verehrt. Ihm hat die aus dem Süden vom Brückerhof zu der Wallfahrtskapelle führende Christophstraße ihren Namen zu verdanken. Aus Oberbilk zog man bei Prozessionen über den Bittweg (Teil eines Kreuzwegs oder Wegs der Sieben Fußfälle) oder über die Stoffelner Straße (südlicher Abschnitt 1931 in Stoffeler Kapellenweg umbenannt) zur Stoffeler Kapelle. Auch die Reichsstraße (früher: Krautstraße) – Reichsgasse (bis 1892: Reichsstraßengässchen) in Unterbilk soll Teil eines Prozessionsweges von der Kraut-Mühle / Wasserburg Bilk zum Stoffeler Kapellchen gewesen sein. Von Thal-Bilk (heute um den Karolingerplatz) aus führte der Stoffeler Weg (später umbenannt in Werstener Straße, ab 1925 zu Ehren von Oskar Witzel Witzelstraße) zu Kapelle und Dorf Stoffeln. Möglicherweise fanden die Prozessionen auf einem Rundweg statt.
Im Ersten Koalitionskrieg soll der französische General François-Joseph Lefebvre 1795 versucht haben, die Mündung des Brückerbachs zu verstopfen, um das Gelände um Stoffeln unter Wasser zu setzen und dadurch einen Angriff auf seine Stellung vor Düsseldorf zu erschweren.
Seit dem Ende des 18. Jahrhunderts wurde das Stoffeler Bruch, das bis dahin Allmende gewesen war, in einem langwierigen Verfahren aufgeteilt. 1809 bestand Stoffeln aus 14 Haushaltungen. 1832 besaß das Dorf 16 Wohnhäuser und 2 landwirtschaftliche Gebäude, und es lebten in ihm 77 Personen (75 katholische, 2 evangelische). Außerhalb des Dorfes lagen die Ackerhöfe Kappelshof, Sutter(s)hof, Jungferhof und Loosenhof mit je 1 Wohnhaus und je 2 landwirtschaftlichen Gebäuden, die von insgesamt 36 Personen (31 katholische, 5 evangelische) bewohnt wurden. 1852 lebten im Dorf Stoffeln 95 Personen. Als Hofstellen in Stoffeln sind u. a. Düppenbeckersgut oder Depenbecksgut, Steinkesgut, Rentlinsgut, Tonisgut, Boßmannsgut (Buschmannsgut), Scheifnersgut, Schneidersgut, Brockelmannsgut, Hasensgut, Herzbocksgut, Braunsgut, Hardingsgut, Ningelgensgut, Heinemannskampgut, Schlegelsgut, Windhöefelshof oder Clostermannsgut belegt, wobei die Namen dieser Hofstellen teilweise im Laufe der Jahre gewechselt haben.
Im 19. Jahrhundert entstanden in der Umgebung (Stoffeln, Wersten (Ziegeleiweg), Lierenfeld) Ziegeleien, die auf dem Gelände der Gemarkung in Tagebauweise Ton abbauten und ihn in Ringöfen brannten. Die Ansiedlung von Industriebetrieben wurde dadurch erschwert, dass die umfangreichen Arenbergischen Besitzungen in Stoffeln als Familienfideikommiss dem freien Grundstücksverkehr weitgehend entzogen waren. Herzog Prosper Ludwig von Arenberg hatte den 1854 in Preußen errichteten Fideikommiss seiner Familie unter anderem mit 208 Morgen, 111 Ruten und 70 Fuß (= insgesamt 53,25 ha) Land in Stoffeln ausgestattet. Größter Industriebetrieb war die Zündhütchen-, Jagd- und Metallpatronenfabrik Braun & Bloem in der Nähe der Hundsburg, die 1860 aus Ronsdorf nach Stoffeln 31 verlegt worden war, mit einem Laboratorium neben dem Stoffeler Friedhof. 1872 wurde eine Gewinnbeteiligung für die männlichen Arbeiter eingeführt. 1906 hatte die Firma über 300 Beschäftigte. Die Produktion wurde 1925 nach Sömmerda in die Selve-Kronbiegel-Dornheim AG verlegt.
Der preußische König Wilhelm I. verlieh 1871 der Stadt Düsseldorf ein Expropriationsrecht, um den Stoffelner Weg ausbauen zu können. 1876/79 wurde nördlich des Stoffeler Damms im Stoffeler Felde der Oberbilker Friedhof (heute: Stoffeler Friedhof) angelegt. Dieser Begräbnisplatz wurde 1886, 1894 und 1907 – auch mittels Enteignungen von Grundstücken – erweitert.
Im Adreß-Buch der Oberbürgermeisterei Düsseldorf von 1889 gaben 29 Bewohner von Stoffeln landwirtschaftliche Berufe an: 20 Ackerer und Ackerin (davon im Nebenerwerb je 1 Gärtner, Spezereihändler, Bierwirt, und Schenkwirt), 7 Gärtner und 2 Knechte. Mindestens 28 Personen arbeiteten in Industriebetrieben: 1 Fabrikmeister, 1 Werkmeister, 2 Fabrikschlosser, 1 Dreher, 18 Fabrikarbeiter, 1 Heizer, 1 Fabrikfuhrknecht, 1 Portier und 2 Ziegelarbeiter. Außerdem gab es 1 Arbeiter, 8 Tagelöhner und 1 Hilfstelegraphist. 10 Witwen waren ohne Gewerbe. Als Betriebe wurden die Düsseldorfer Mühlenwerke Stoffeln 4 und die Fabrik von Braun & Bloem Stoffeln 31 verzeichnet. 1906 wurde in der Himmelgeister Straße unmittelbar hinter der Gemarkungsgrenze von Stoffeln das neue Fabrikgebäude der Firma Jagenberg oHG bezogen.
Ende des 19. Jahrhunderts bestand das Dorf Stoffeln noch aus etwa sieben oder acht Gehöften mit etwas mehr als 25 Gebäuden, die in der Folgezeit aufgegeben wurden. Unter den letzten erhaltenen Gebäuden des Dorfes Stoffeln sind das unter Denkmalschutz stehende Fachwerkhaus Birkenhof 20a aus dem frühen 18. Jahrhundert, das Wohngebäude Werstener Straße 38 und das ebenfalls unter Denkmalschutz stehende Hofgebäude In den großen Banden 68 von 1859 (siehe → Liste der Baudenkmäler in Bilk und Liste der Baudenkmäler in Wersten).
1892 erwarb die Stadt Düsseldorf von der Herzoglich-Arenbergischen Verwaltung 11 ha Land im Norden der Gemarkung Stoffeln, auf dem die Fabrik Braun & Bloem erweitert und ab 1893 der Volksgarten angelegt wurden. 1897 beschloss die Stadtverordnetenversammlung den Ankauf eines weiteren, 4,9 ha großen arenbergischen Geländes für den Bau eines Krankenhauses. In der Nähe befand sich an der Himmelgeister Straße 152 bereits seit 1892 ein „Städtisches Versorgungshaus“ (heute: Klinik West). Durch spätere freihändige Erwerbungen und Enteignungen wurde das Gelände auf fast 9 ha erweitert. Das Krankenhaus und eine Akademie für praktische Medizin wurden 1907 eröffnet. 1910 wurden weitere Flächen zugunsten der städtischen Krankenanstalten enteignet. 1923 wurde an den Städtischen Kliniken die „Medizinische Akademie Düsseldorf“ errichtet, die 1935 das Promotionsrecht erhielt. Ab 1973 wird das Krankenhaus als Universitätsklinikum Düsseldorf weitergeführt mit einem umzäunten Areal von 40 ha.
1928 plante die Stadtverordnetenversammlung in einem Generalbebauungsplan, am Nordrand der Gemarkung an der Stelle der heutigen Mitsubishi Electric Halle ein Freibad Sommerbad Stoffeln anzulegen. Die bereits begonnenen Arbeiten wurden jedoch nach kurzer Zeit eingestellt. Auch der Plan, an dieser Stelle eine Freifläche für die Bevölkerung von Oberbilk zu schaffen, wurde 1933 aufgegeben. 1937 wurde der Kleingartenverein „Zum zufriedenen Süden“ gegründet, der 1942 in „Kleingärtnerverein Daueranlage Stoffeln e. V.“ umbenannt wurde und sich teilweise auf dem Gelände des aufgelassenen Dorfes befindet. Im Zweiten Weltkrieg und in der Nachkriegszeit nutzen einige Familien, deren Wohnungen bei Bombenangriffen zerstört worden waren, ihre Laube in der Anlage als Notunterkunft. 1951 waren 200 von 1600 Dauerkleingärten im Stadtgebiet ständig bewohnt.
Um 1955 wurde – neben anderen Optionen – geprüft, ob das Gelände neben der Witzelstraße – Werstener Straße in Stoffeln sich als neuer Standort eines zoologischen Gartens eignen würde. Das Projekt einer Wiedereröffnung des 1943 zerstörten Düsseldorfer Zoos wurde jedoch bald aufgegeben.
Nachdem 1965 die Gründung der Heinrich-Heine-Universität Düsseldorf beschlossen worden war, stellte die Stadt Düsseldorf ein 42,8 ha großes Gelände südlich der Krankenanstalten für den Universitäts-Campus zur Verfügung.
Wesentliche Veränderungen erfuhr das Gelände der Gemarkung Stoffeln durch Umgestaltungen zur Bundesgartenschau 1987. Ab 1982 zogen deswegen auch die Kleingartenvereine „Neuland 1946 e. V.“ und „Piel's Kull e. V.“ nach Stoffeln um. Für die Besucher der Ausstellung wurde die neue Straßenbahn-Haltestelle Südpark angelegt.

### Stoffeler Damm
Schon im Mittelalter wurde hinter dem Itterer Damm als Reserve-Deich zum Schutz der Stadt Düsseldorf gegen Überflutung durch den Rhein der ca. 3 km lange Stoffeler Damm angelegt. Er begann nördlich von Flehe im Bereich der jetzigen Sportanlage des DJK TuSA 06 Düsseldorf und führte – westlich der Himmelgeister Straße als Straßenname erhalten – durch das heutige Gelände des Universitätsklinikums, des Stoffeler Friedhofs und des Südparks bis zur Scheidlings-Mühle.
Nach der Hochwasser-Katastrophe von 1573 wurde der überflutete Deich in Stand gesetzt und verstärkt, und 1764 wurde er erhöht. In dem extremen Winter 1783/84 wurde der Stoffeler Damm 1784 durch eine Überschwemmung zerstört, und 1799 wurden der Itterer und der Stoffeler Damm bei einer Eisflut beschädigt, aber innerhalb kurzer Zeit wiederhergestellt. Der Stoffeler Damm war später dem Deichverband Düsseldorf-Hamm-Volmerswerth zugeordnet. Um 1908 wurde im Zusammenhang mit der Verlegung des Brückerbachs die Stoffeler Niederung eingedeicht. Wegen einer Erweiterung der städtischen Krankenanstalten wurde der Stoffeler Deich 1918/19 zwischen Himmelgeister Straße und Werstener Straße (= Witzelstraße) weiter nach Süden neben die heutige Universitätsstraße verlegt.

### Schallings- oder Scheidlings-Mühle

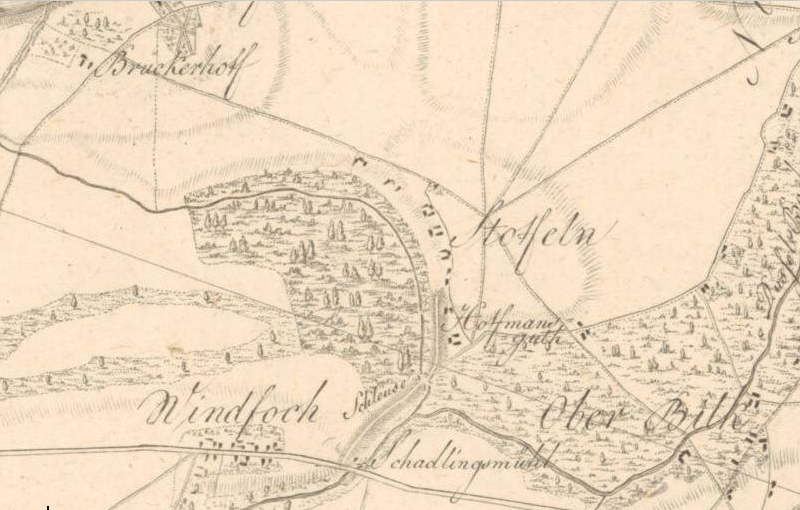
Stoffeln mit „Schadlingsmühl“ und eingezeichneter Kapelle (S ↔ N); Kupferstich von Carl Friedrich von Wiebeking, 1796

Die Schallings- oder Scheidlings-Mühle, verschliffen auch „Schädlingsmühl“ u. ä., befand sich unmittelbar nördlich der ursprünglichen Abzweigung des Brückerbachs von der Südlichen Düssel zwischen beiden Flussläufen, wo die Gemarkungen von Stoffeln, Wersten und Eller zusammenstießen.
1273 wird ein „Ropertus de Schadelich“, dessen Name mit der ersten Bezeichnung der Mühle zusammenhängen könnte, als Berechtigter an der ungeteilten Bilker Feldmark genannt. Eine Schadelicher Straße wird 1459 erwähnt. Der zweite Name erklärt sich daraus, dass „Scheidling“ oder „Scheideling“ im Südniederfränkischen, das in Düsseldorf gesprochen wurde, die Bezeichnung einer Grenzlinie ist. Möglicherweise haben beide Namensformen sich gegenseitig beeinflusst.
1435 wird die Scheidlingsmühle urkundlich als bergische Mühle erwähnt. Als Herzog Gerhard von Jülich-Berg 1451 die Bannmühlen Kornmühle in Düsseldorf und Rumpolds-Mühle in Bilk an die Stadt Düsseldorf in Erbpacht vergab, behielt er sich „unser Schadelichsmoelen“ und den Mühlenzwang an ihr ausdrücklich vor. Ebenso verfuhr Herzog Wilhelm von Jülich-Berg, als er 1489 die Erbverpachtung bestätigte. Der zum Werstener Flurstück Rott führende Brückerbach („de op dat Roytt gehoirt“) wurde 1498 als „bech an der Schadelachsmoelne“ bezeichnet.
Die Scheidlings-Mühle war Bannmühle für die Bewohner von Stoffeln und einen Teil von Lierenfeld sowie für die südlich des Stoffeler Damms lebenden Bewohner von Itter, Himmelgeist, Holthausen, Wersten und Mickeln. Nach dem Landsteuerbuch von 1632 gehörte „der Schalligs muller“ zur Gemarkung „Stoffen“. Noch in der Karte von 1891 schließt der Grenzverlauf der Gemarkung Stoffeln die Mühle ein.
1764 löste die kurpfälzische Domänenkasse Kapitalien ab, die auf der Schadlingsmühle gestanden hatten. 1770 war Johannes Wülfing aus Unterbarmen der Schallingsmüller, 1780 wird „Müller Berger auf der schallings Mühle nächst der Windfoche“ erwähnt. Die Domäne Schaidlings Mühle mit 39 Morgen 33 1/4 Ruten Land wurde 1821 von der Düsseldorfer preußischen Regierung an ihren Pächter Adolph Johann Balthasar Berger (* um 1762; † 1824) als Meistbietenden einer Versteigerung verkauft. 1832 gab es bei der Scheidlings-Mühle 2 Wohnhäuser, 4 landwirtschaftliche Gebäude und die Mühle, und es lebten dort 19 Personen. 1883/84 wurde die Mühle Stoffeln 4 von der Stadt Düsseldorf erworben und verpachtet. 1893 brannte die Mühle ab. Heute befindet sich an derselben Stelle die Franz-von-Sales-Kirche im Stadtteil Oberbilk.

### Hundsburg und Hundsdorf

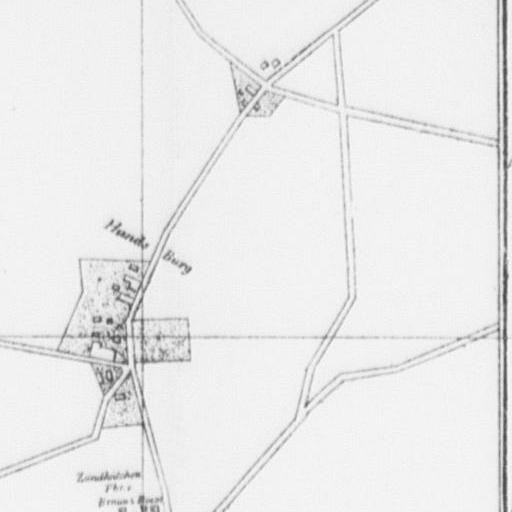
Plan der Hundsburg, um 1876 (N ↔ S)

In der Stoffeler Gemarkung lag in der Nähe der Grenze zu Oberbilk die Hundsburg, ein ehemaliges kurpfälzisches Jagdschloss, das sich in einem kleinen Weiler befand. Als anliegende Flurbezeichnungen begegnen Am Hundsburg und Hundsburgerkamp. Der Weiler hieß Honstorff oder Hunsdorf und besaß 1632 u. a. die Hofstätten Kumpsthofsgut, Weyerstraßgut, Zollknechtsgut, Gedanksgut, Burgportenersgut und Neuenhausgut.
Der Name „Hunds Burg“ hängt ursprünglich mit „Honschaft“ zusammen und bedeutet „Festes Haus des Hundertschaftsrichters, Gemeindevorstehers“. Schon im Mittelalter wurde der Name aber anders verstanden, wie ein Schöffensiegel des Herman zo Hunsdorp zeigt, das 1462 einen Hund abbildet. Hermann van Hunstorp (Hontzstorp) war 1458–1459 und 1470 Düsseldorfer Bürgermeister.
In der Kopfsteuerliste von 1663 werden in Hundsdorf 24 Einwohner über 15 Jahren aufgelistet. Der Weiler lag ursprünglich an der Fruchtstraße, die später in diesem Teil in Redinghovenstraße umbenannt wurde.
Heinrich Heine erwähnt in seinen Memoiren zum Jahr 1814 das „rote Sefchen“ (Josepha) als seine erste Jugendliebe. Sie wohnte im Scharfrichterhaus der Hundsburg, das als „Freihaus“ bezeichnet wird – wohl im Sinne der Gewährung von freiem Logis, nicht als adeliges Freihaus. 1826 wurde dieses Hofgut zwangsversteigert.
1832 gab es im „Weiler am Hundsberg“ 4 Wohnhäuser und 8 landwirtschaftliche Gebäude, und es lebten dort 36 Personen. 1848 wurde das Herrenhaus mit Wirtschaftsgebäuden (Stoffeln 24–29) und etwa 4 Morgen Land von Herzog Prosper Ludwig von Arenberg erworben, der auf Schloss Mickeln in Himmelgeist residierte. 1879 brannte das Gut ab und wurde nur teilweise wieder aufgebaut.

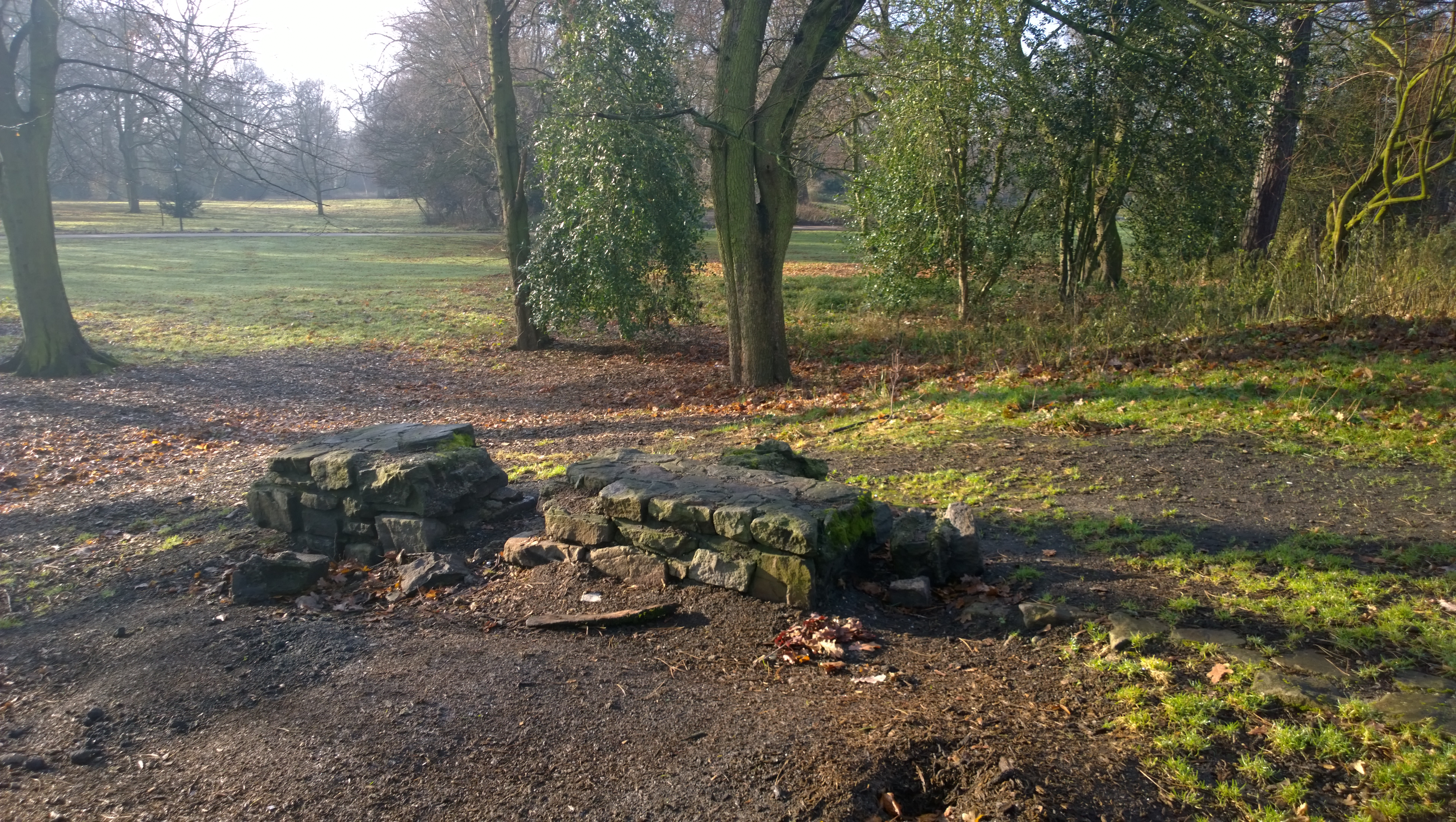
Gelände der ehemaligen Hundsburg mit Mauerrest (S ↔ N, Blick nach W)

Die Stadt Düsseldorf kaufte das Anwesen 1896 für 50.000 ℳ und richtete darin ein städtisches Armenhaus (Stoffeln 29) ein, das bis in die 1930er Jahre unterhalten wurde. In den 1920er Jahren besaß das städtische Garten- und Friedhofsamt ein Wirtschaftsgebäude an der Alten Hundsburg in der Redinghovenstraße 90, das im Zweiten Weltkrieg vollständig am 13. Juni 1943 zerstört wurde. Bis 1961 ein neuer Betriebshof am Stoffeler Kapellenweg bezogen werden konnte, nutzte das städtische Gartenamt noch das Gelände des alten Hofes. 1964 wurde auf dem Gelände der ehemaligen Hundsburg eine Grünanlage angelegt.
Im Volksgarten erinnert ein Gedenkstein am Tick-Platz an die Hundsburg, die heute eine Wüstung ist, von der keine Gebäude mehr vorhanden sind. Die im Bild gezeigten Mauerreste sind nicht mehr vorhanden, heute beschreibt eine gemauerte Umgrenzung die ehemalige Hundsburg.

### KZ-Außenlager Stoffeln

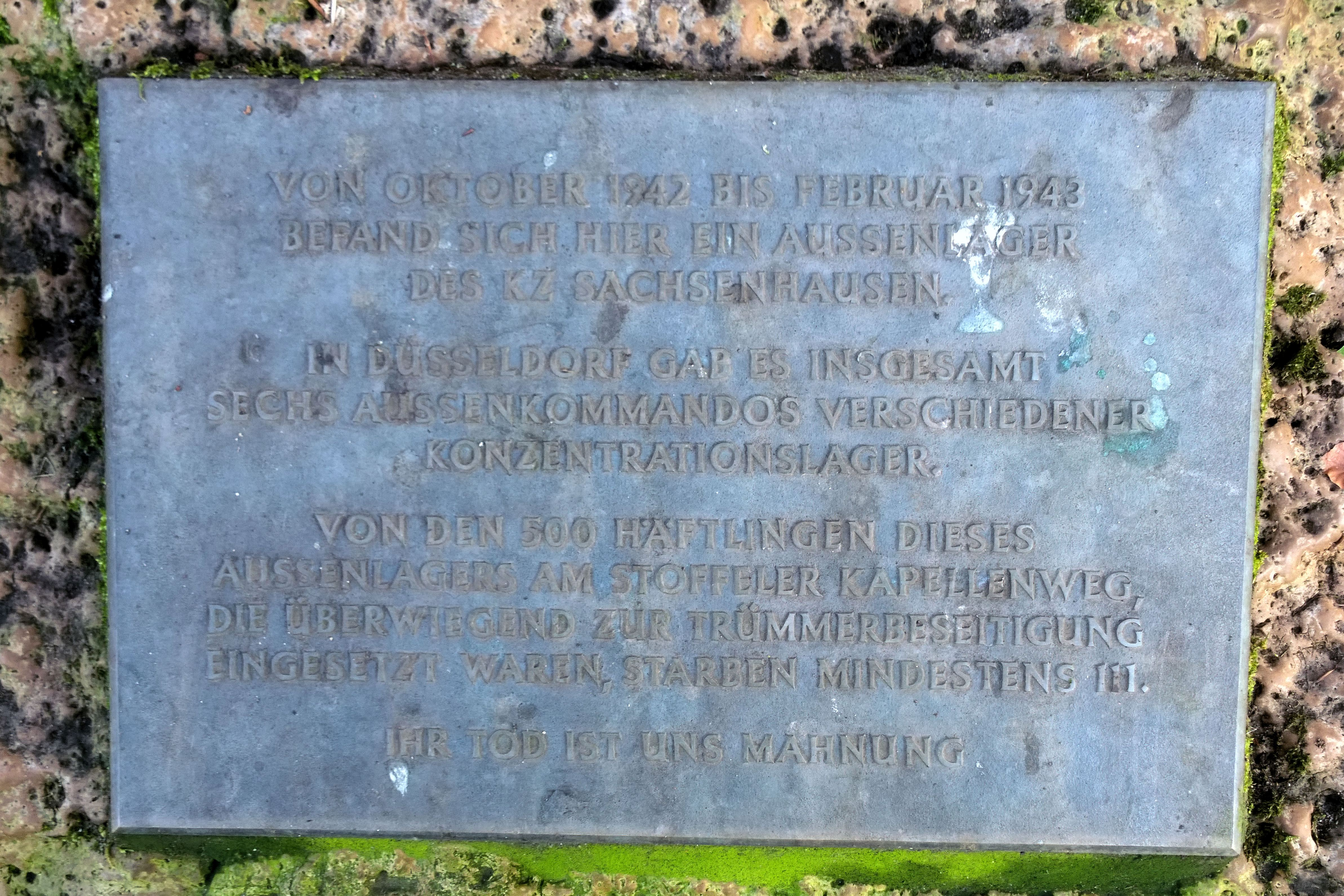
Gedenktafel für das ehemalige KZ-Außenlager Stoffeln im Düsseldorfer Südpark, 1988

Am Stoffeler Kapellenweg wurde im Oktober 1942 von der SS-Baubrigade I auf einer Freifläche nordöstlich der Gaststätte „Haus Kolvenbach“ ungefähr im Bereich der heutigen Mitsubishi Electric Halle ein KZ-Außenlager eingerichtet, in dem 600 Häftlinge aus dem KZ Sachsenhausen untergebracht wurden. Ein Nebenlager mit 400 Häftlingen bestand in Duisburg-Meiderich (KZ-Außenlager Ratingsee).
Die Baracken des Lagers in Düsseldorf waren ab Juni 1942 von jüdischen Zwangsarbeitern zunächst für ein geplantes Kriegsgefangenenlager errichtet worden. Die KZ-Häftlinge mussten von Oktober 1942 bis Februar/März 1943, als das Lager wieder aufgelöst wurde, Schäden von Bombenangriffen beseitigen. Bei der Arbeit in den Trümmern waren die Gefangenen ständig der Gefahr noch unentdeckter Bomben- und Granatenblindgänger ausgesetzt. Mindestens 111 der Häftlinge starben in dieser Zeit und wurden im städtischen Krematorium auf dem Stoffeler Friedhof eingeäschert.
Am Stoffeler Kapellenweg befindet sich, etwa 400 m vom ehemaligen Standort des Außenlagers entfernt, seit 1988 zwischen Haus Kolvenbach und dem Clubhaus des SC Schwarz-Weiß 06 Düsseldorf eine Gedenktafel.

## Persönlichkeiten
- Hermann van Hunstorp (Hontzstorp), 1458–1459 und 1470 Düsseldorfer Bürgermeister
- Josepha Edel (* 1801; † um 1834), Jugendliebe von Heinrich Heine
- Michael Piel (1849–1915) und seine Brüder Gottfried und Wilhelm aus Stoffeln gründeten 1883 in Brooklyn, New York City, die Piel Bros. Brewery